# Atherigona unicolor
Atherigona unicolor är en tvåvingeart som beskrevs av Stein 1914. Atherigona unicolor ingår i släktet Atherigona och familjen husflugor.
Artens utbredningsområde är Tanzania. Inga underarter finns listade i Catalogue of Life.